# ISO 3166-2:GT
ISO 3166-2:GT correspond aux données ISO 3166-2 publiées par l'Organisation internationale de normalisation pour les principales subdivisions du Guatemala.
Les 22 départements étaient identifiés par le code GT- suivi de deux lettres. En 2021, les codes ont été basculés vers deux chiffres

## Départements (22)es:departamento
| Code ISO 3166-2 | Ancien code obsolète | Nom de la subdivision |
| --------------- | -------------------- | --------------------- |
| GT-16           | GT-AV                | Alta Verapaz          |
| GT-15           | GT-BV                | Baja Verapaz          |
| GT-04           | GT-CM                | Chimaltenango         |
| GT-20           | GT-CQ                | Chiquimula            |
| GT-02           | GT-PR                | El Progreso           |
| GT-05           | GT-ES                | Escuintla             |
| GT-01           | GT-GU                | Guatemala             |
| GT-13           | GT-HU                | Huehuetenango         |
| GT-18           | GT-IZ                | Izabal                |
| GT-21           | GT-JA                | Jalapa                |
| GT-22           | GT-JU                | Jutiapa               |
| GT-17           | GT-PE                | Petén                 |
| GT-09           | GT-QZ                | Quetzaltenango        |
| GT-14           | GT-QC                | Quiché                |
| GT-11           | GT-RE                | Retalhuleu            |
| GT-03           | GT-SA                | Sacatepéquez          |
| GT-12           | GT-SM                | San Marcos            |
| GT-06           | GT-SR                | Santa Rosa            |
| GT-07           | GT-SO                | Sololá                |
| GT-10           | GT-SU                | Suchitepéquez         |
| GT-08           | GT-TO                | Totonicapán           |
| GT-19           | GT-ZA                | Zacapa                |

## Historique
Historique des changements
- 21 mai 2002 : Correction orthographique pour GT-QZ (bulletin d’information n° I-2)
- 3 novembre 2014 : Mise à jour de la Liste Source
- 27 novembre 2015 : Mise à jour de la Liste Source
- 25 novembre 2021 : Modification de tous les codes de subdivision; Mise à jour du Code Source